# 卡伊省

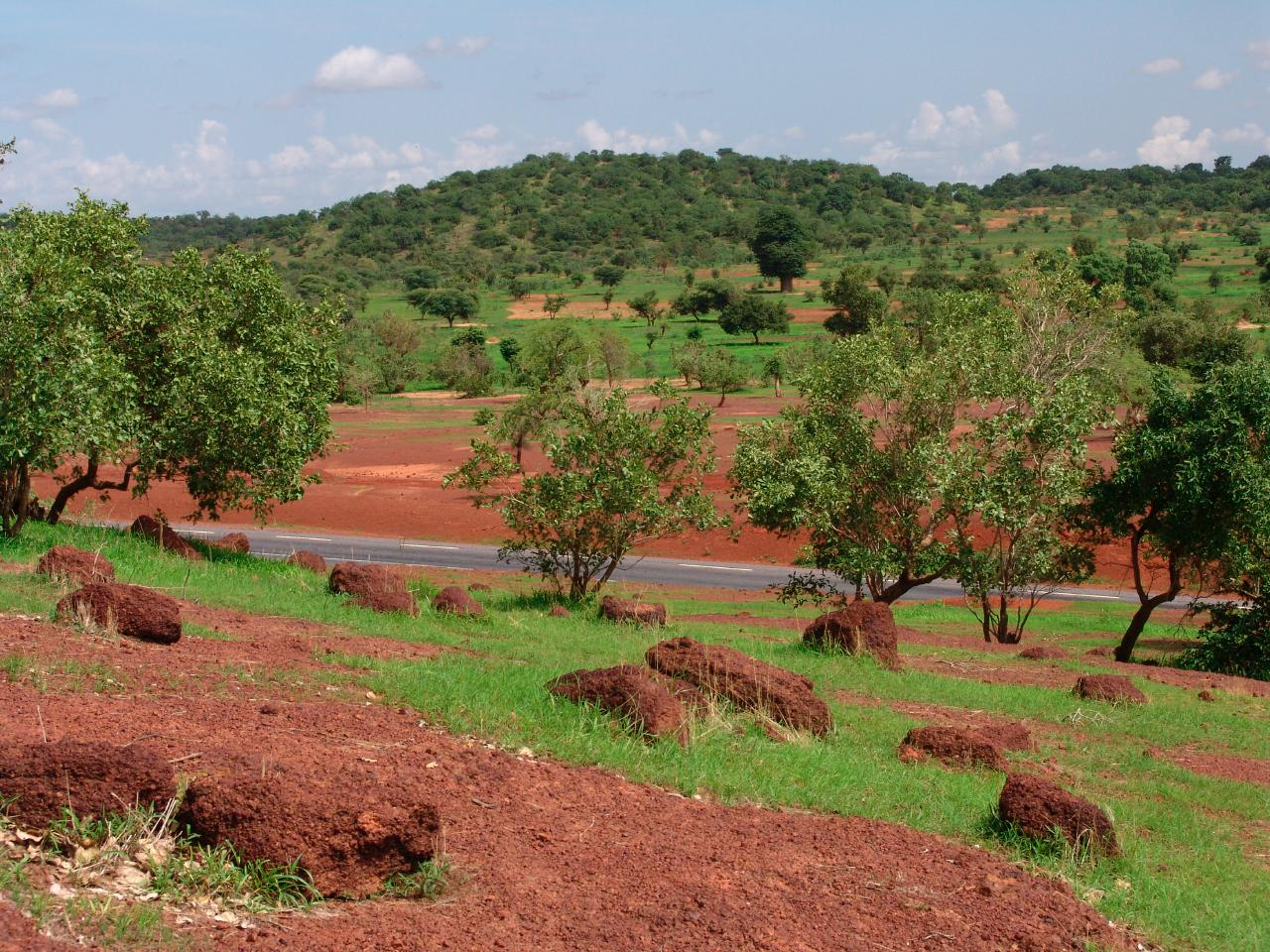

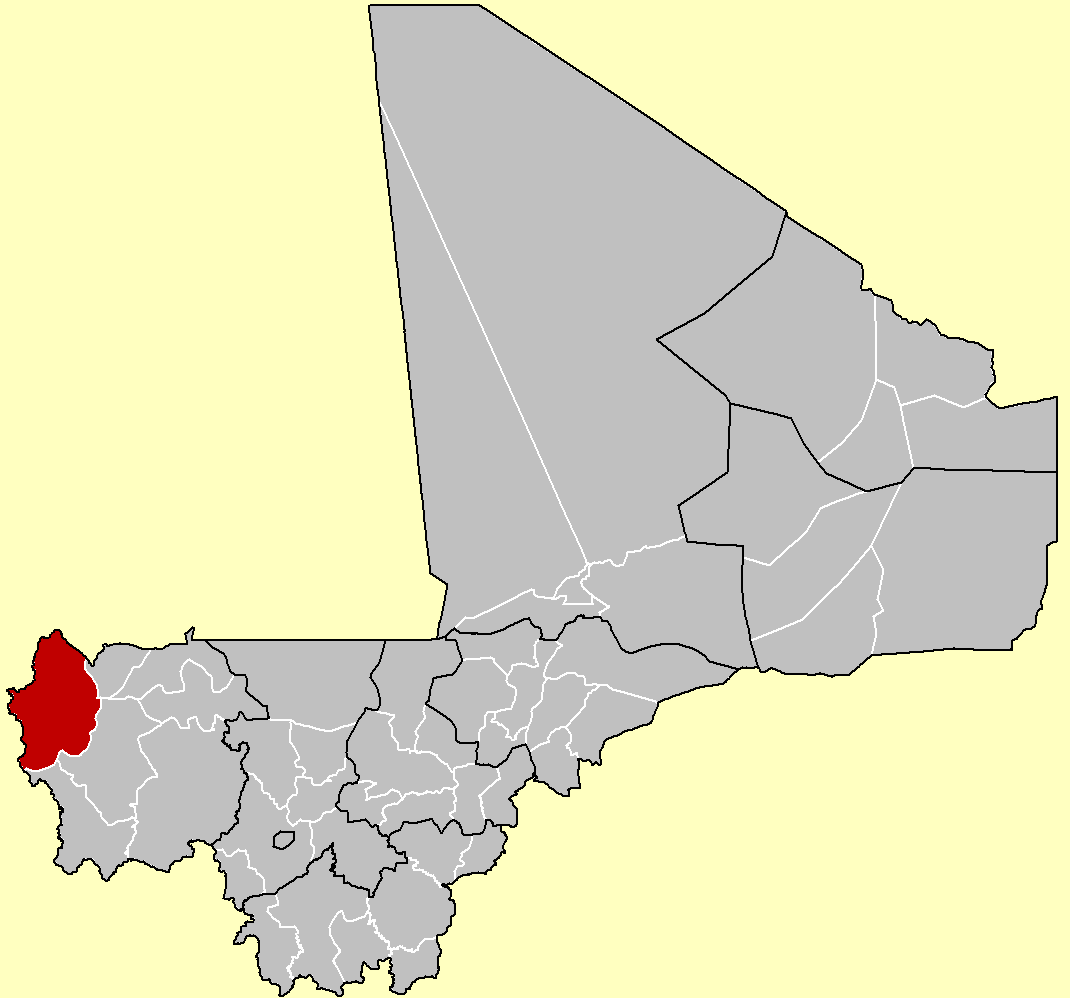

卡伊省（法語：Cercle de Kayes），是馬里的省份，位於該國西部，由卡伊區負責管轄，首府設於卡伊，面積22,190平方公里，2009年人口513,362，該省人口密度每平方公里23人。